# Thalassoma septemfasciatum
Thalassoma septemfasciatum is een straalvinnige vissensoort uit de familie van de lipvissen (Labridae). De wetenschappelijke naam van de soort is voor het eerst geldig gepubliceerd in 1959 door Scott.